# بروس ويلسون (صحفي)
بروس ويلسون (بالإنجليزية: Bruce Wilson)‏ هو صحفي أسترالي، ولد في 10 مايو 1941، وتوفي في 3 يناير 2006 بسبب سرطان.